# 방동대교
방동대교(芳洞大橋)는 대한민국 대전광역시 유성구에 위치한 다리이다. 방동저수지에 도로 교량으로, 현재는 방동대교가 개통되기 이전에는 방동교로 불려져 있다. 자살 명소인 생명의 다리로 조성하고 있다.